# Société psychanalytique de Paris
Pour les articles homonymes, voir SPP.
La Société psychanalytique de Paris (SPP) est une association dont les objets sont la diffusion de la psychanalyse et la formation des psychanalystes qui partagent ses orientations théoriques et cliniques. Elle est historiquement la première association psychanalytique fondée en France, en 1926.

## Histoire

### Les débuts
Elle est fondée officiellement le 4 novembre 1926, par Marie Bonaparte, Eugénie Sokolnicka, Angelo Hesnard, René Allendy, Adrien Borel, René Laforgue, Rudolph Loewenstein, Georges Parcheminey et Édouard Pichon. Ce groupe de fondateurs, constitué majoritairement de jeunes psychiatres, s'ouvre dès l'origine à des femmes non médecins, notamment Marie Bonaparte qui est à l'origine de la décision de création, et Eugénie Sokolnicka.
Le premier institut de psychanalyse, dont Marie Bonaparte prend la direction, est ouvert en 1934 au 137, boulevard Saint-Germain, il est inauguré par Ernest Jones le 10 janvier 1934, Freud et Max Eitingon adressant des télégrammes de félicitations.
Elle participe à l'organisation de la première conférence des psychanalystes de langue française en août 1926, crée une commission linguistique dans la perspective d’unifier le vocabulaire psychanalytique français et édite à partir de 1927 la Revue française de psychanalyse, financée à l'origine par Marie Bonaparte.

### L'évolution de la Société
Dès l'origine, de nombreux points d'opposition existent et s'accentuent au sein de la société : ces divergences concernent notamment l'accès à la pratique de la psychanalyse des non-médecins, mais également de la place de la Société à l'égard de l'Association psychanalytique internationale et de Freud.
La Seconde Guerre mondiale désorganise les activités de la SPP. L’Institut ferme ses portes au printemps de 1940. Rudolph Loewenstein émigre aux États-Unis où il s’installe définitivement. René Laforgue tente de collaborer avec l’Institut Göring de Berlin contrôlé par les Nazis. D’autres, comme Sacha Nacht ou Paul Schiff, se réfugient en zone libre dans le Sud de la France ou entrent dans la résistance active. Rares sont les analystes, comme John Leuba, qui peuvent poursuivre leur activité.
Dès la Libération, la Société se réorganise, des psychanalystes reviennent à Paris. Se pose alors la question de la formation des analystes. L’Institut de psychanalyse rouvre le 5 mars 1953, inauguré officiellement le 1er juin 1954. De profondes divergences autour de la question de la formation subsistent toutefois, surtout entre Daniel Lagache et Sacha Nacht, qui s’opposent sur la place à accorder à l’enseignement universitaire dans la formation psychanalytique. À partir de 1953, le mouvement psychanalytique français se divise, du fait de dissidences théoriques et cliniques, notamment sur le plan de la technique analytique et de la formation, et plusieurs nouvelles associations psychanalytiques naissent.
En 2019, la société reçoit le second accessit du prix des sociétés savantes de la Fondation des travaux historiques et scientifiques.

## Organisation
La Société psychanalytique de Paris a le statut d’une association régie par la loi de 1901, reconnue d’utilité publique.
Le conseil d’administration, son président et son bureau sont élus pour deux ans. Les secrétaires scientifiques travaillent en étroite relation avec le conseil scientifique et technique, également élu pour deux ans. Plusieurs groupes régionaux rattachés à la Société se sont constitués, notamment à Lyon, où est situé l’un des deux instituts de formation et le Centre de recherche et d’information psychanalytique (CRIP). D'autres groupes régionaux sont implantés en régions : un groupe toulousain, un groupe méditerranéen, un groupe aquitain, un groupe Bretagne-Pays de Loire, un groupe Bourgogne-Champagne-Franche-Comté, un groupe normand, un groupe Nord.

## Formation
Les candidats qui ont réalisé une analyse personnelle, auprès d'un membre de la société ou d'une autre société appartenant à l'Association psychanalytique internationale, peuvent demander à entrer en formation. Leur demande est évaluée par les membres de la commission du cursus. Si sa candidature est acceptée, le candidat devient « analyste en formation ». Il entreprend un minimum de deux cures supervisées hebdomadairement par un analyste superviseur et participe aux séminaires de formation. Si son cursus est validé par la commission d'enseignement, le candidat peut demander à devenir membre de la société.

## Les membres
La société regroupe environ 850 membres actifs, anciennement élèves des instituts de psychanalyse. Selon leur engagement dans les responsabilités de la Société, ils sont :
- membres adhérents, agréés après la validation de leur cursus, qui deviennent membres associés de l'Association psychanalytique internationale ;
- membres titulaires, élus sur présentation d'un mémoire ou d'un recueil de leurs travaux cliniques, qui ont le statut de membres de l'API ;
- membres honoraires ;
- membres correspondants.

## Présidents
- 1926-1929 : René Laforgue
- 1930-1931 : Georges Parcheminey
- 1932-1934 : Adrien Borel
- 1935-1937 : Édouard Pichon
- 1938-1939 : Charles Odier
- 1940-1945 : Fermeture de la Société
- 1945-1948 : John Leuba
- 1948-1952 : Sacha Nacht
- 1953 : Jacques Lacan
- 1953 : Georges Parcheminey
- 1954 : Pierre Mâle
- 1955 : Michel Cénac
- 1956 : Maurice Bouvet
- 1957-1959 : Marc Schlumberger
- 1959 : Odette Laurent-Lucas-Championnière
- 1960-1964 : Francis Pasche
- 1965-1966 : Henri Sauguet
- 1967-1968 : René Diatkine
- 1969-1970 : Pierre Marty
- 1971-1973 : Evelyne Kestemberg
- 1974-1975 : Pierre Luquet
- 1976-1977 : Janine Casseguet-Smirgel
- 1978-1979 : Jean Gillibert
- 1980-1981 : Raymond Cahn
- 1982-1983 : Michel Fain
- 1984-1985 : Augustin Jeanneau
- 1986-1988 : André Green
- 1989 : Michèle Perron-Borelli
- 1990-1992 : Paul Israel
- 1993-1994 : Gilbert Diatkine
- 1995-1997 : Marilia Aisentein
- 1998-2001 : Jean Cournut
- 2002-2003 : Alain Fine
- 2004-2006 : Gérard Bayle
- 2007-2010 : Jean-Michel Porte
- 2011-2015 : Bernard Chervet
- 2016-2020 : Denys Ribas
- 2020-2022 : Clarisse Baruch
- 2023- : Emmanuelle Chervet

## Le Centre de consultation et de traitement Jean-Favreau (CCTP)
Inauguré en 1954, parallèlement à l'Institut de psychanalyse, le Centre de consultation et de traitement psychanalytique (CCTP) propose des traitements psychanalytiques aux patients domiciliés à Paris, plus particulièrement à ceux pour lesquels un traitement en cabinet libéral serait financièrement difficile ou impossible. Dès sa création, la légitimité du CCTP est fondée sur sa collaboration étroite avec l'Institut de psychanalyse. Il s'agissait de fonder un centre de soins dans lequel exerceraient les psychanalystes de la SPP. À l'origine, y exerçaient des analystes en formation supervisés par des formateurs de la Société. Depuis 1958, le Centre est lié par convention à la DDASS.

## L'Institut de psychanalyse de Paris
Créé, une première fois, en 1934, l'Institut de psychanalyse ferme ses portes au moment de la Seconde Guerre mondiale. Rouvert en 1952 grâce au mécénat de Marie Bonaparte, l'institut est un établissement privé d'enseignement supérieur chargé de former ses étudiants à la psychanalyse.

## La bibliothèque Sigmund-Freud
La naissance de la bibliothèque Sigmund Freud est liée à la fondation de l'Institut de psychanalyse. La bibliothèque est subventionnée, à son origine, par Marie Bonaparte : celle-ci a légué plusieurs milliers de livres à la bibliothèque, dont plusieurs comportent des autographes et des annotations de Freud, ainsi qu'une collection de revues psychanalytiques allemandes. Les ressources de la bibliothèque sont numérisées et librement accessibles, notamment son fichier qui reflète « la grande richesse » du fonds disponible ce qui en fait une « bibliothèque spécialisée remarquable ».

## Activités ouvertes au public
Plusieurs activités de la Société sont librement accessibles :
- Le séminaire Jean Cournut : cycle de deux ans ouvert aux médecins, psychiatres, psychologues et aux étudiants en fin de cursus de psychologie et de psychiatrie.
- Conférences du mercredi : cycle de conférences d'introduction à la psychanalyse de l'enfant et de l'adolescent sur un thème annuel.
- Conférences du jeudi : cycle de conférences sur la psychanalyse d'adulte, sur un thème annuel.
- Conférences de l'hôpital Sainte-Anne : à l'intention des psychiatres et médecins, ouvertes au public.
- Sont également proposées des présentations cliniques organisées en collaboration avec le CCTP Jean Favreau.

## Publications
- La Revue française de psychanalyse (RFP), fondée en 1927, éditée par la SPP et publiée depuis 1948 par les Presses universitaires de France publie cinq volumes, par an, dont trois sur des thèmes choisis par le comité éditorial, les deux autres concernent des conférences organisées par la SPP.
- Monographies et Débats de Psychanalyse : cette collection a pour but de proposer des réflexions sur des thèmes choisis ; elle s'adresse aux étudiants et aux professionnels aussi bien qu'au public intéressé par les questions qu'elle aborde.

## Archives
- Les archives de la Société psychanalytique de Paris sont conservées aux Archives nationales sous la cote 101AS[8].